# 1664 (맥주)
1664는 프랑스의 맥주 브랜드이다.